# Michał Cała

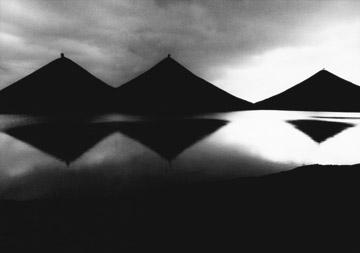
Michał Cała, Czerwionka 1978, dự án "Silesia"

Michał Cała (sinh năm 1948 tại Toruń) là một nhiếp ảnh gia người Ba Lan.
Sau khi tốt nghiệp Đại học Công nghệ Warsaw, Michał Cała chuyển đến Tychy. Trong giai đoạn 1975-1992, ông chuyên chụp ảnh phong cảnh của Silesia. Thành quả nổi bật nhất của ông là hàng loạt bức ảnh trắng đen nằm trong một sê-ri tên là Silesia. Chủ đề chụp ảnh yêu thích của ông là các khu nhà ở của người lao động, các xưởng sắt cũ, các mỏ than và những đống than khổng lồ. Ông cũng chụp ảnh những người sống trong các môi trường đó.
Michał Cała giành được nhiều giải thưởng trong các cuộc thi nhiếp ảnh. Ông đã hai lần giành được Giải thưởng lớn tại Sự kiện Ảnh phong cảnh Ba Lan được tổ chức ở Kielce vào năm 1979 và 1983. Trong các năm 2004-2006, ông hợp tác với Galeria Zderzak ở Kraków và cho ra mắt album ảnh trắng đen Silesia. Loạt ảnh trắng đen nổi tiếng thứ hai của Michał Cała là Galicja (đông nam Ba Lan). Ông cũng là tác giả của bộ ảnh Paysages de Pologne được triển lãm tại Galerie Contraste ở Bordeaux vào năm 1985.
Năm 2007, Michał Cała được mời tham gia triển lãm giới thiệu những tác phẩm của 100 nhiếp ảnh gia người Ba Lan quan trọng nhất trong thế kỷ 20 có tên là Nhiếp ảnh Ba Lan Thế kỷ 20 (Warsaw, Vilnius).
Cũng trong năm này, Michał Cała triển lãm sê-ri ảnh Silesia của mình tại Liên hoan nhiếp ảnh Mannheim Ludwigshafen Heidelberg. Ông giành được Giải nhất ở hạng mục Công nghiệp tại Giải thưởng ảnh quốc tế Pilsner 2007. Cùng năm, các tạp chí Foto8 và British Journal of Photography của Anh đã đăng nhiều bài báo về Michał Cała và những bức ảnh của ông. Năm 2008, các tác phẩm của ông được nằm trong công trình Behind Wall tại Liên hoan nhiếp ảnh Noorderlicht ở Hà Lan.
Năm 2009, Michał Cała tổ chức hai triển lãm: một tại Bảo tàng Silesia ở Katowice với tên là Michał Cała, Edward Poloczek, Cảm hứng phong cảnh tại Silesia và cuộc triển lãm thứ hai tại Stara Galeria của Liên minh các nhiếp ảnh gia nghệ thuật Ba Lan ở Warsaw với tên Michał Cała, 30 năm nhiếp ảnh ở Silesia.
Những bức ảnh của Michał Cała cũng được nằm trong các album Tuyển tập nhiếp ảnh Ba Lan 1839-1989, Bậc thầy về phong cảnh Ba Lan và Nhiếp ảnh Ba Lan trong thế kỷ 20.
Năm 1983, ông trở thành thành viên của Liên minh các nhiếp ảnh gia nghệ thuật Ba Lan. Ông hiện sống ở Bielsko-Biała.